# نرم‌افزار طراحی و کنترل سمعی و بصری
نرم‌افزار طراحی و کنترل سمعی و بصری (انگلیسی: StarDraw) که در سال ۱۹۹۳ توسط دیوید اسنیپ، مدیر توسعه سابق مایکروسافت تأسیس شد شرکتی است که به ادغام سیستم‌های سمعی و بصری و تولید نرم‌افزارهای طراحی می‌پردازد.

## نرم‌افزار
Stardraw دارای دو مجموعه نرم‌افزار متفاوت اما مرتبط می‌باشد که برای بازار سمعی و بصری طراحی شده‌اند.
طراحی کامپیوتری
نرم‌افزار طراحی Stardraw برای ایجاد سیستم‌های سمعی و بصری به کار برده می‌شود. این شامل طرحهای سمعی و بصری، (مشابه نمودار شبکه کامپیوتر)، پوسته Rack، طراحی‌های ارائه (نمودارهای شکلی)، پوسته‌های پانل برای کارهای فلزی، طراحی‌های پلان نقشه، و گزارش‌ها مربوط مانند موارد مورد نیاز، نقل قول و برنامه‌های تلویزیونی می‌باشد.
نرم‌افزار شامل ابزارهای پیش فرض به منظور تسریع طراحی سیستم سمعی و بصری می‌باشد. نرم‌افزارهای این دسته شامل موارد زیر می‌باشند:
- Stardraw Audio 2007 (توقف تولید)
- Stardraw A/V 2007 (توقف تولید)
- Stardraw A/V Lite 2007 (توقف تولید)
- Stardraw Lighting 2D 2007 (توقف تولید)
- Stardraw Design 7 ـ عرضه شده در ژوئن ۲۰۱۱

نرم‌افزار کنترل
Stardraw control محیط متعامل توسعه آن‌ها برای ایجاد کنترل از راه دورهای لمسی بسیاری از ابزارها می‌باشد.
استفاده‌های عادی شامل اتوماسیون در اتاقهای هیئت مدیره می‌باشد که در آن کاربران از صفحه‌های لمسی و بدون سیم برای کنترل ابزارهایی مانند ویدئو پروژکتورها و صفحه‌ها، کامپیوترها، DVD و پخش کننده‌های VCR و ضبط کننده‌ها، دوربین‌ها، سیستم‌های کنفرانس از راه دور، مبدل‌های صوتی تصویری، و ابزارهای پردازش صفحات، پرده‌ها، نورپردازی، سیستم‌های سرمایشی و گرمایشی، و انواع دیگر ابزارها استفاده می‌کنند. استفاده‌های رایج شامل سیستم‌های سرگرمی، مراکز کنترل و دستور دهی به سیستم‌های صنعتی، سیستم‌های امنیتی، هتل‌ها و رستوران‌ها می‌باشد.
چیزی که نرم‌افزار آن‌ها را از رقبایی نظیر AMX و Creston متمایز می‌کند این است که نیازمند سخت‌افزارهای خاصی نبوده و بر روی تمام سیستم‌های عامل ویندوز مایکروسافت اجرا شده و همچنین زبان برنامه‌نویسی آن C# می‌باشد و از زبان به خصوصی استفاده نکرده و کاملاً مشابه زبان‌های برنامه‌نویسی مایکروسافت می‌باشد.
نرم‌افزار همچنین یک رابط اینترنتی دارد که ابزارهای بدون ویندوز نظیر تبلت‌ها و Apple iPad را قادر می‌سازد تا نرم‌افزار را کنترل کنند.